# Islam au Soudan

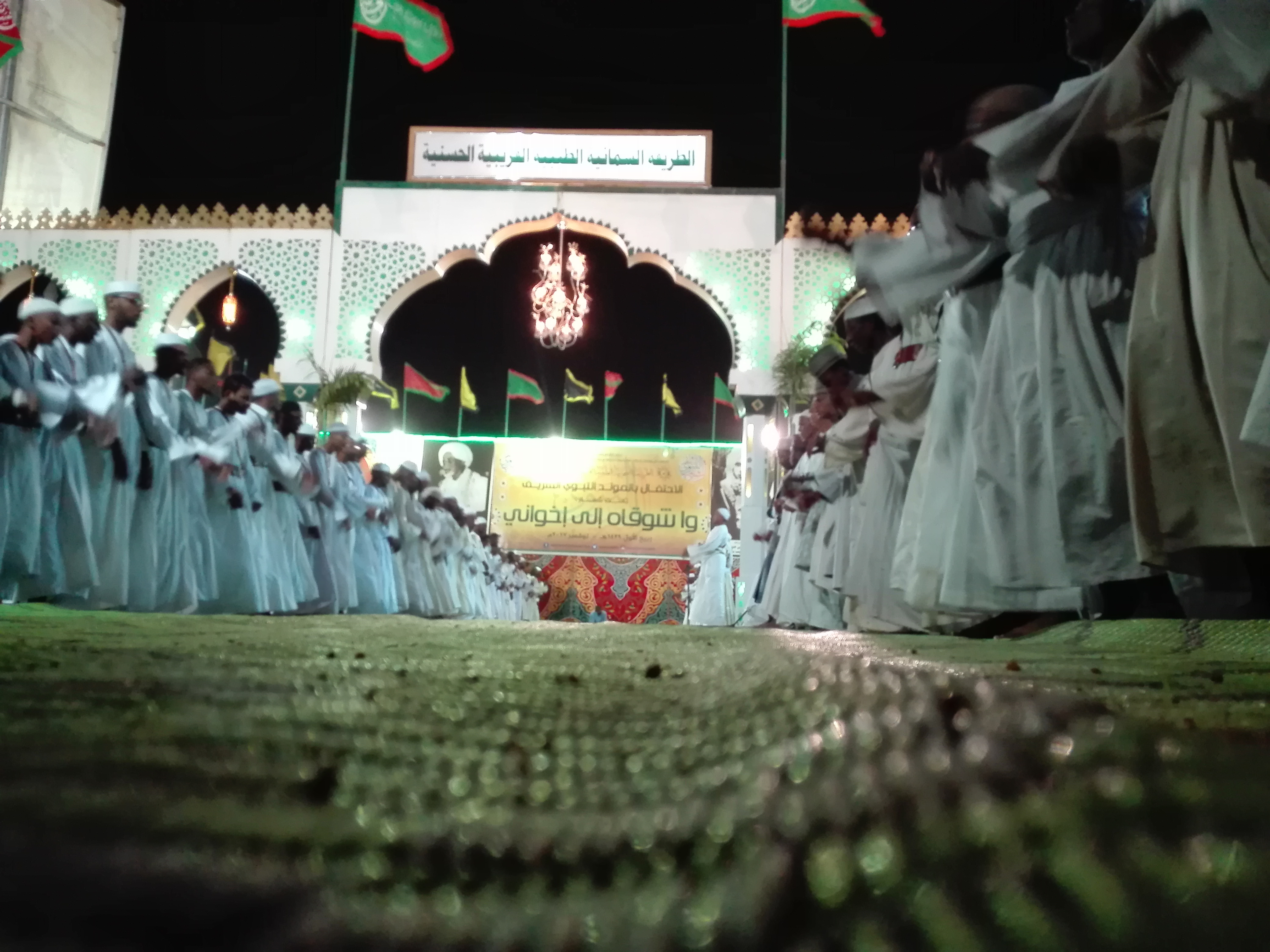
Célébration du Mawlid dans une mosquée de Khartoum.

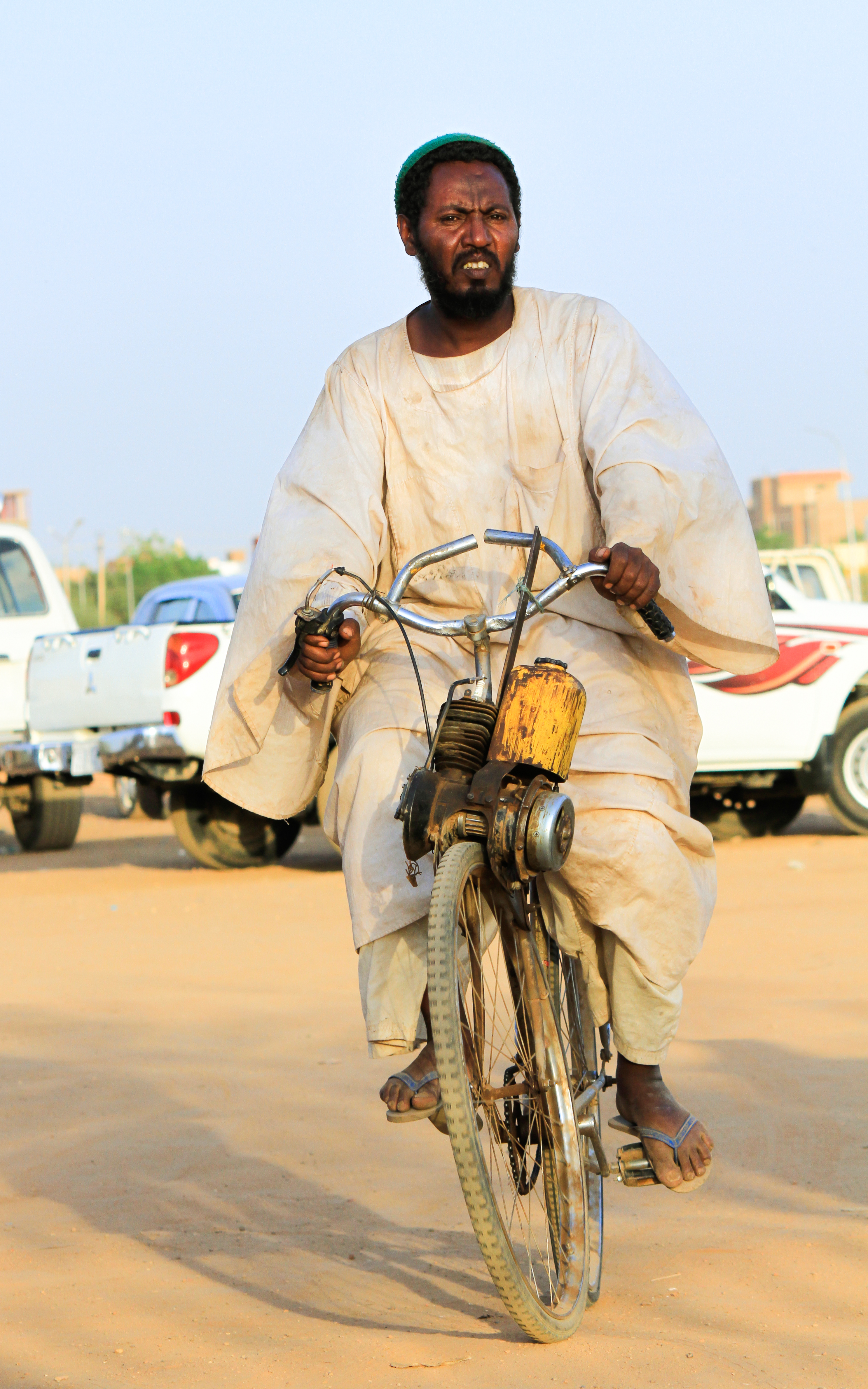
Homme se rendant au tombeau de Muhammad Ahmad ibn Abd Allah Al-Mahdi à Omdourman pour la prière du vendredi.

L'islam est la plus importante religion du Soudan et les musulmans dominent les institutions gouvernementales nationales depuis l'indépendance en 1956.

## Situation
Selon le PNUD, la population est à 97 % musulmane depuis la sécession du Soudan du Sud en 2011. Les 3 % restants appartiennent soit au christianisme, soit aux religions animistes traditionnelles.
Les musulmans prédominent dans toutes les régions sauf les monts Nouba.
La grande majorité des musulmans au Soudan sont sunnites et suivent l'école de jurisprudence malékite. Il y aurait aussi quelques communautés chiites à Khartoum, la capitale.
Les confréries soufies (tariqa) sont particulièrement puissantes et ont beaucoup influencé la pratique locale de l'islam car c'est par elles que ce dernier fut introduit. Parmi les confréries bien implantées au Soudan, on compte :
- la Khatmiyya (en), de Mohammed Uthman al-Mirghani al-Khatim (en)
- la Sammaniyya

D'autres confréries contemporaines :  Burhaniyya (cheikh Mohamed Ousman Abdou Al Burhani), Mukashifiyya (une branche de la Qadiriyya menée par cheikh Amin Omar al-Amin).